# メディリア
メディリア（伊: Mediglia）は、イタリア共和国ロンバルディア州ミラノ県にある、人口約12,000人の基礎自治体（コムーネ）。

## 地理

### 位置・広がり

#### 隣接コムーネ
隣接するコムーネは以下の通り。
- コルトゥラーノ
- ドレザーノ
- パンティリアーテ
- パウッロ
- ペスキエーラ・ボッロメーオ
- サン・ドナート・ミラネーゼ
- サン・ジュリアーノ・ミラネーゼ
- セッターラ
- トリビアーノ

### 地震分類
イタリアの地震リスク階級 (it) では、3 に分類される
。

## 行政

### 分離集落
メディリアには、以下の分離集落（フラツィオーネ）がある。
- Mediglia, Mombretto, Bustighera, Robbiano, Vigliano, Bettolino, Triginto, San Martino Olearo